# Rebelión de Jost de 1912
La rebelión en Jost de 1912 fue una rebelión en Khost que tuvo lugar en 1912 en el Emirato de Afganistán, y fue la única crisis grave durante el reinado de Habibulá Khan.
Sus causas radicaban en la "rapacidad y exacciones" de Muhammad Akbar Khan, el gobernador local del distrito de Khost. La rebelión, que fue dirigida por Jehandad Khan, comenzó el 2 de mayo de 1912, cuando los miembros de las tribus Mangal y Jadran en Khost, Afganistán, se levantaron, rápidamente abrumaron a varias guarniciones aisladas, y asediaron a Muhammad Akbar en Matun. Más tarde ese mes, se les unieron los Ghilzai. Entendiendo el peligro que representaba la revuelta, Habibulá envió a Mohamed Nadir Shah para sofocar la rebelión. Junto con la infantería regular, Nadir también fue ayudado por gravámenes tayikos que era poco probable que mostraran alguna simpatía por los rebeldes. En el Raj británico, a los miembros de la tribu del distrito de Kurram se les restringió la entrada en Afganistán para ayudar a la revuelta.
Muhammad Akbar finalmente logró salir de su fuerte sitiado. A finales de mayo, Nadir había obligado a los rebeldes a demandar la paz, y Jehandad Khan había huido al Raj británico, donde presionó sin éxito para una intervención británica. El 13 de junio, se informó que la rebelión estaba disminuyendo, y las negociaciones de paz estaban en curso en ese mismo mes. Sin embargo, las negociaciones de paz se rompieron, y en junio de 1912 se reanudaron los combates. Terminó el 14 de agosto de 1912, cuando los rebeldes se rindieron después de que las autoridades afganas dieran concesiones inesperadamente, que incluyeron el reemplazo de Muhammad Akbar Khan por un nuevo gobernador, Dost Muhammad. La decisión de Habibullah de mostrar clemencia a los rebeldes se basó en un deseo de conciliar a los enemigos heredados de sus predecesores, y el entendimiento de que su aceptación de las ideas occidentales y el fomento de las mejoras técnicas modernas habían socavado su propia popularidad.